# 曽文ダム
曽文ダム (そぶんだむ、繁体字中国語: 曾文水庫) は台湾の嘉義県大埔郷にある台湾最大のダムで、主に曽文渓の上流にあたる大埔渓を水源としている。湛水面積17.14平方キロメートル、総貯水容量7億800万立方メートルの巨大な貯水池を成し、嘉南地方の灌漑用水を賄う他、洪水調節や発電を担う多目的ダムであるとともに、観光資源ともなっている。ダム管理事務所は台南市楠西区に置かれている。1967年に着工し、1973年に完成した。

## 歴史

### 初期構想
曽文ダムは全長138.47キロメートル、流域面積1,176平方キロメートル、年平均流量16億立方メートルの台湾第四の大河、曽文渓に設けられたダムである。ダムサイトでの年間平均流量は10億6,400万立方メートルである。曽文渓へのダム建設計画は嘉南大圳を設計した八田與一によるもので、曽文渓の支流 官田渓に烏山頭ダム、大埔渓に曽文ダムを設け、曽文渓の流量の25%を嘉南地方の灌漑に用いるものであった。八田は1939年に現在のダムサイトにダムを建設することを提案したが、戦時下では建設されることなく終戦を迎えた。

### 計画と建設
戦後、灌漑用水が不足しつつあることに対応し、台湾省水利局が1959年に計画に着手し、柳藤潭に堤体を設けるアースダムとすることが決定された。1966年7月に曽文ダム建設委員会 (曾文水庫建設委員會) と建設事務所 (工程局) が設立され、1967年10月31日に着工した。 
建設にあたってはアメリカ合衆国の技術指導の下、日本工営が顧問、鹿島建設が施工顧問を務め、6年間の工期を経て1973年10月31日に正式に完成した。翌1974年に曽文ダム管理局 (曾文水庫管理局) が設立されて運用が開始された。1998年には曽文ダム管理局と水利局水資源開発工程所 (水利局南部水資源開發工程處) および阿公店ダム管理委員会 (阿公店水庫管理委員會) が統合されて台湾南区水資源局に改組され、さらに1999年に経済部水利所南区水資源局となり、2002年に経済部水利署南区水資源局となった。

### 資金調達
1968年8月6日に21条からなる「台湾省糧食実物債券条例」(臺灣省糧食實物債券條例) が制定され、同年8月19日に公布された。その第1条には「行政院は、台湾省政府が曽文ダムの建設に充てるため、本条例の定めるところにより台湾省政府に台湾省糧食実物債券を発行する権利を与える」とされていた。同条例は1985年11月19日に廃止され、同年11月27日に廃止告示が公布された。 

## 設計
曽文ダムは嘉義県大埔郷にある台湾第3位の提高133メートルのアースフィルダムである (提高1位・2位はそれぞれ徳基ダムおよび石門ダム)。 堤頂長は400メートル、提体積は900万立方メートル、淡水面積1,714ヘクタールで設計貯水容量は台湾最大の7億4,800万立方メートルを誇る。洪水吐は3箇設けられており、設定高さはそれぞれ異なる。右から順に洪水吐放水量は毎秒250立方メートル、300立方メートル、350立方メートルとなっているが、水門を全開にすると最大放水量は毎秒9,470立方メートルに達する。 

## 諸元
- 管理： 経済部水利署南区水資源局曽文ダム管理センター
- 流域面積：481平方キロメートル
- 常時満水位：227メートル
- 常時最大水位：230メートル
- 洪水時満水位：232.5メートル
- 発電時最低水位：171メートル
- 湛水面積：1714ヘクタール
- 完成時総貯水量：7億800万立方メートル
- 総貯水量：6億831万7000立方メートル
- 計画有効貯水量：5億9,550万立方メートル
- 有効貯水量：5億8,979万立方メートル
- 堤高：133メートル
- 提頂の標高：235メートル
- 提頂長：400メートル
- 提頂幅：10メートル
- 提体積：929万6,100立方メートル
- 洪水吐形式：開渠形 (3段跳水式減勢工付)
- 洪水吐ゲート形式：ラジアルゲート3門
- 洪水吐ゲート高：211メートル
- 放水路形式：斜塔
- 放水路ゲート形式：円弧型ローラゲート
- 排砂路形式：円弧型ローラゲート
- 排砂ゲート：2門 (幅10メートル、高さ4.3メートル)
- 総工費：60億3,800万ニュー台湾ドル
- 補助施設：直径1.95メートルの河道放水路2本 (放水路長211メートル、放水量：通常時 毎秒150立方メートル、最大 毎秒160立方メートル)
- 灌漑面積：66,000ヘクタール
- 計画年間供給水量：10億4,700万立方メートル (うち上水道 1億2000万立方メートル、工業用水 2700万立方メートル、灌漑用水 9億立方メートル、合計は1億4700万立方メートル)
- 発電：設備容量：5万kW、年間計画発電量：1億8,490万320 kWh
- 洪水調節：曽文渓の下流域において100年に1度のレベルの洪水に対応
- 観光：32万人（1996年実績）

## 交通
- 嘉義県バス
  - 7301嘉義 - 大埔
- 興南客運（中国語版）
  - 緑24
  - 緑25

## 関連プロジェクト

### モーラコット被災後の改修
近年、地球温暖化や気候変動の影響により台湾では集中豪雨が多発するようになり、ダムへの堆砂が深刻化している。特に2009年8月8日に台湾中部を襲った平成21年台風第8号 (アジア名: モーラコット) で大きな被害を受けた (八八水害) ことから、政府は堆砂対策の見直しと改修プロジェクトに着手した。 

#### 流入河川の砂防工事
曽文ダムに注ぐ大埔渓の砂防施設を改修し、対応可能な最大洪水量を拡張する工事が2012年2月22日から始まり、2015年3月に完工した。 

#### 曽文ダム排砂トンネル計画
浚渫船や建機を用いた浚渫よりもはるかに効率的な排砂トンネルを築造し、年間最大104万立方メートルに及ぶ堆砂を排出することで最大洪水量を毎秒995立方メートルに拡張するとともに、浚渫費用を大幅に削減して年間6億9,300万ニュー台湾ドルの費用改善を行うことが計画された。 
これは2013年3月31日に着工され、2018年1月に完成した。 

### 曽文ダムへの流域外からの受水計画
曽文ダムの貯水量は莫大であるが、満水になることはほとんどなかったため、政府は曽文ダムの貯水容量を活用する目的で1995年に流域外から送水することを計画した。 
これは、高雄市桃源区を流れる高屏渓水系の上流にあたる荖濃渓に取水堰を設け、途中の旗山渓を跨河橋、草蘭渓を送水管路で越えつつ導水トンネルで曽文ダムに送水する計画で、総事業費は222億ニュー台湾ドル、送水量は日量60万トンを予定していた。 
ほとんどの区間は地下トンネルとなり、毎年5月から10月までの雨季には高屏溪の総流量の3.6%にあたる水量を荖濃溪と旗山溪から曽文ダムに送る計画であった。 
しかし、環境保護の問題の他、気候変動の影響もあり、この計画はさまざまな議論を巻き起こした 。

## 航空機事故
1990年4月3日に台湾空軍のT-34練習機が曽文ダムに墜落し、搭乗していた教官と訓練生が殉職した。 

## 写真

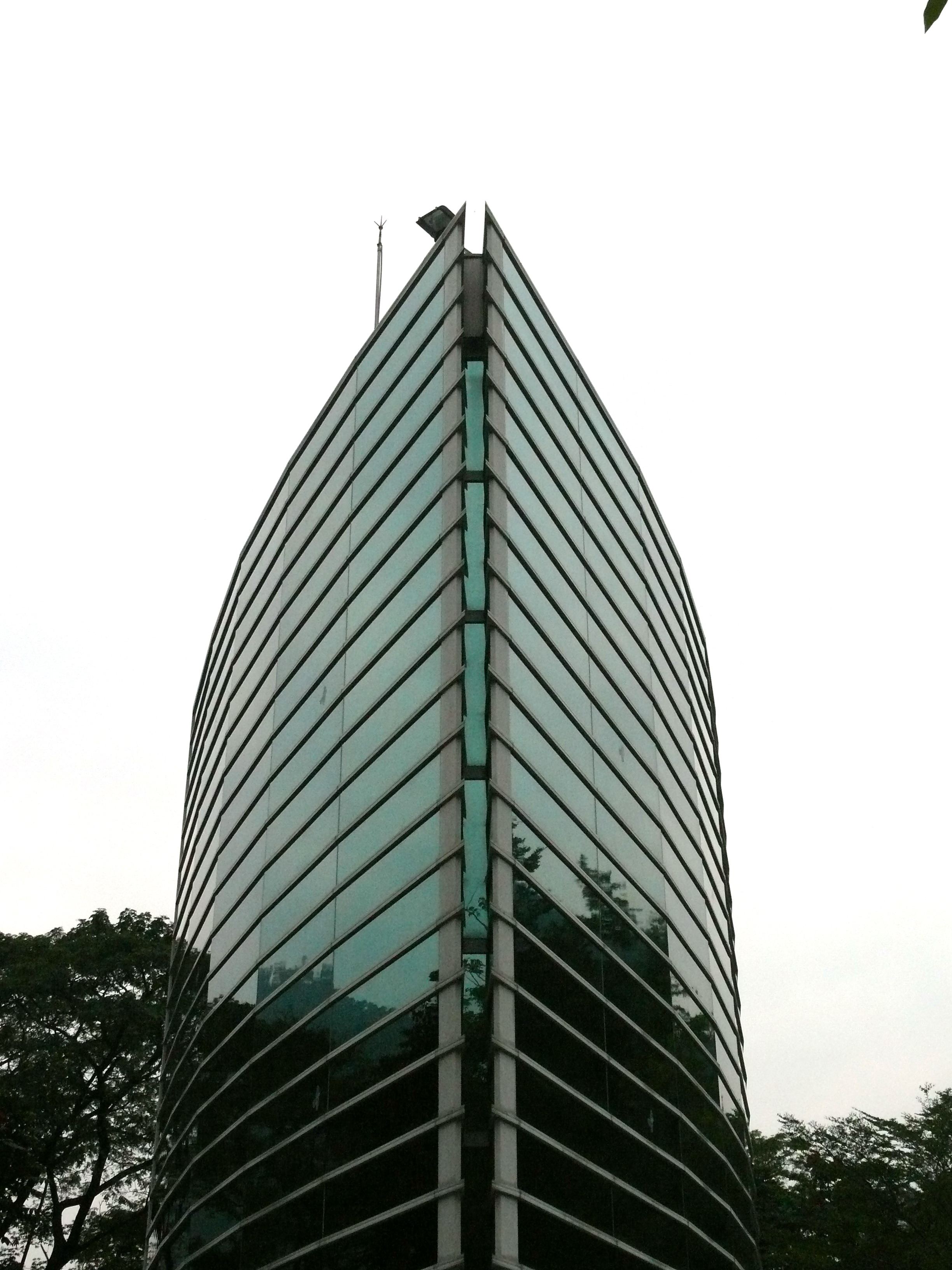
ビジターセンター曽文之眼
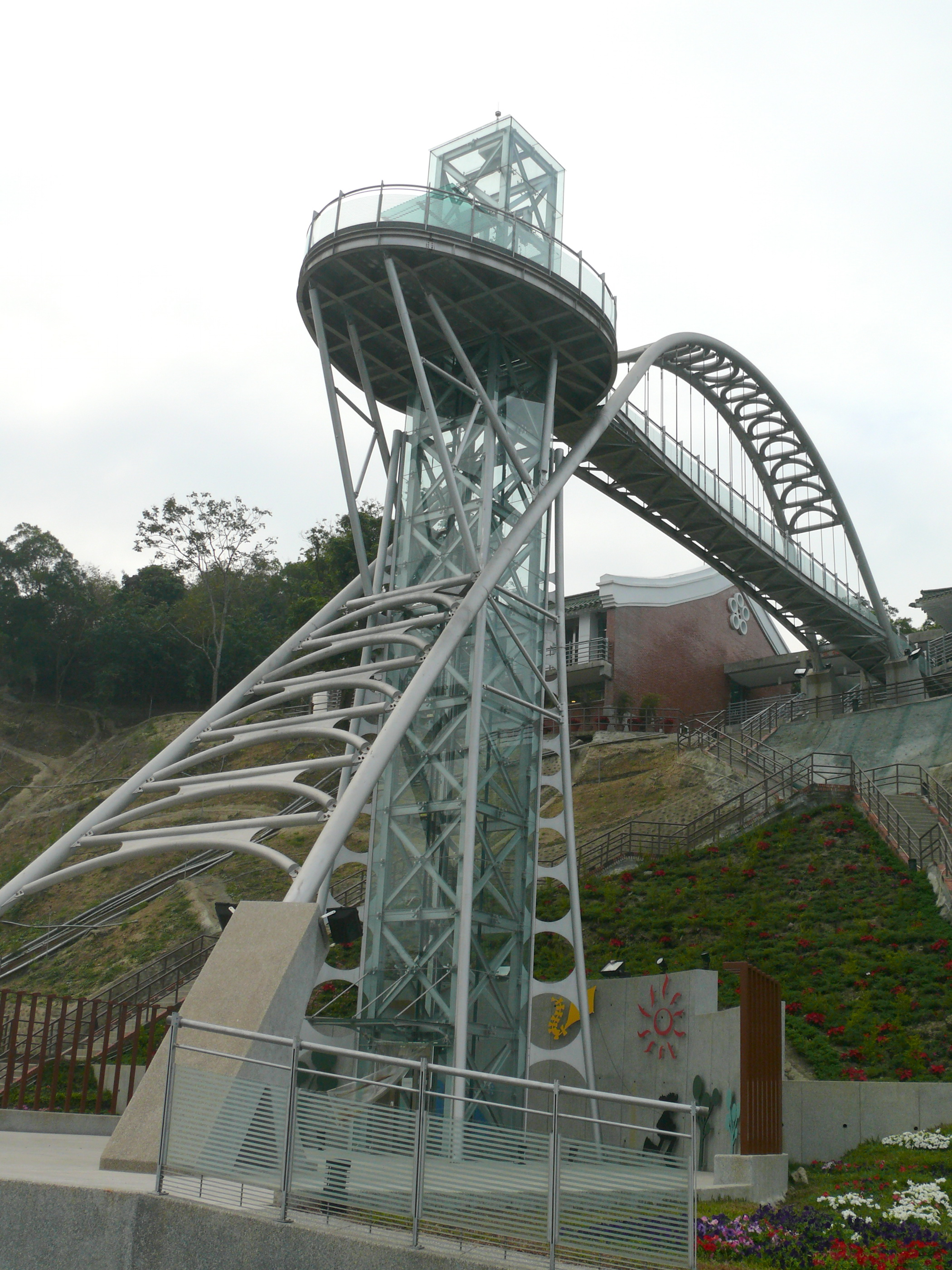
展望台 中正楼
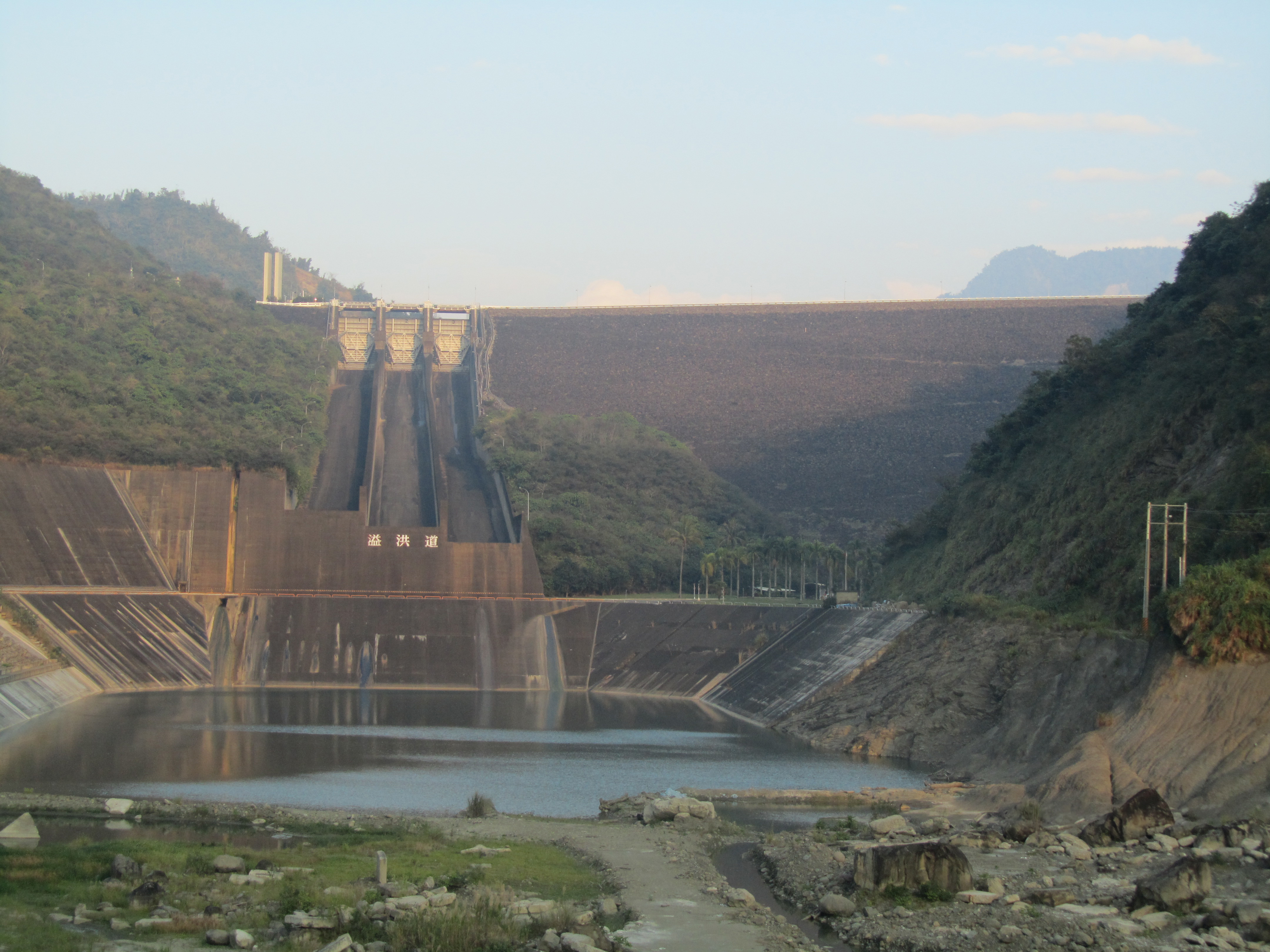
曽庫自動車道から放水路を望む (2012年1月30日)
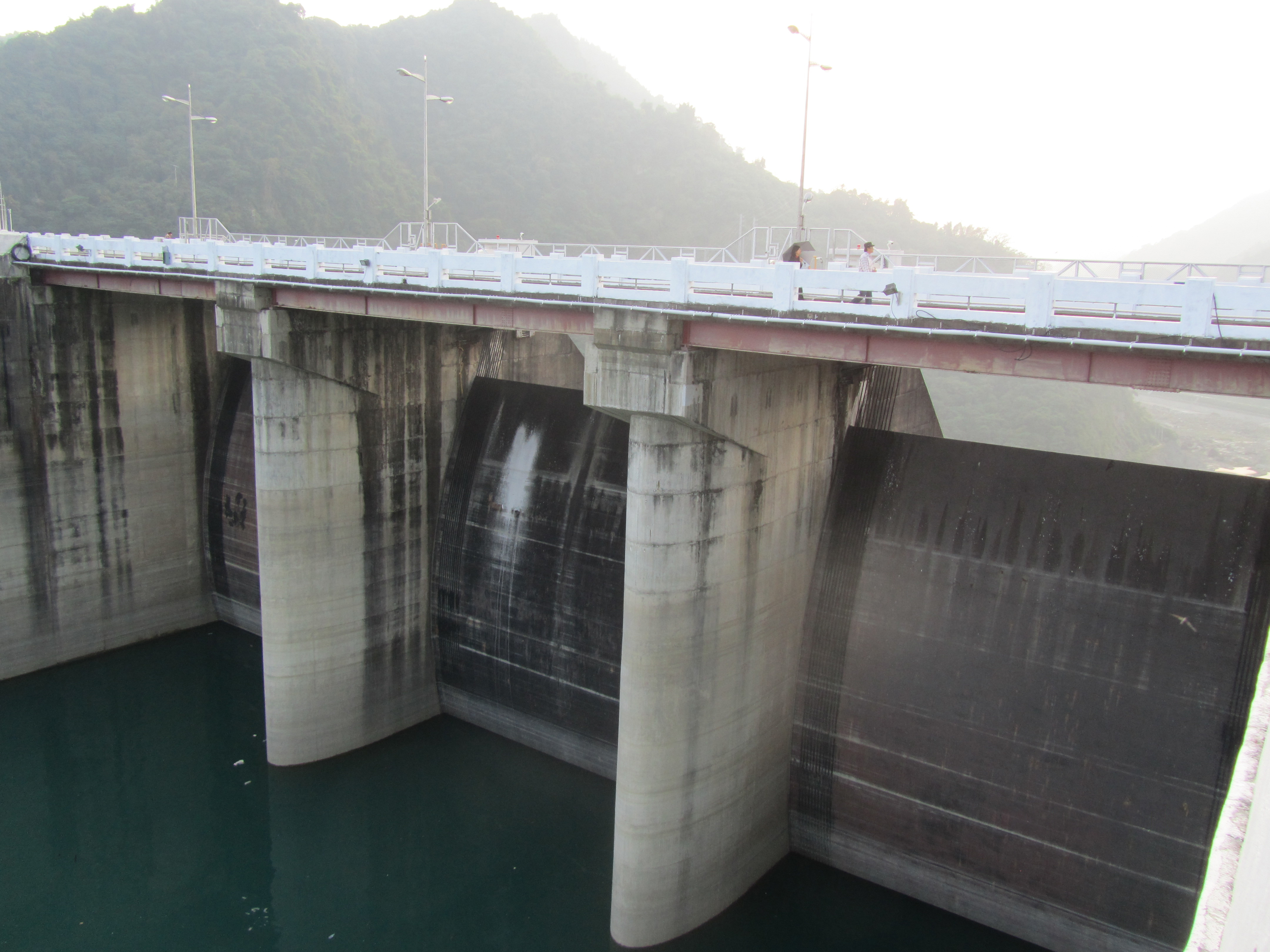
曽文ダムの洪水吐ゲート
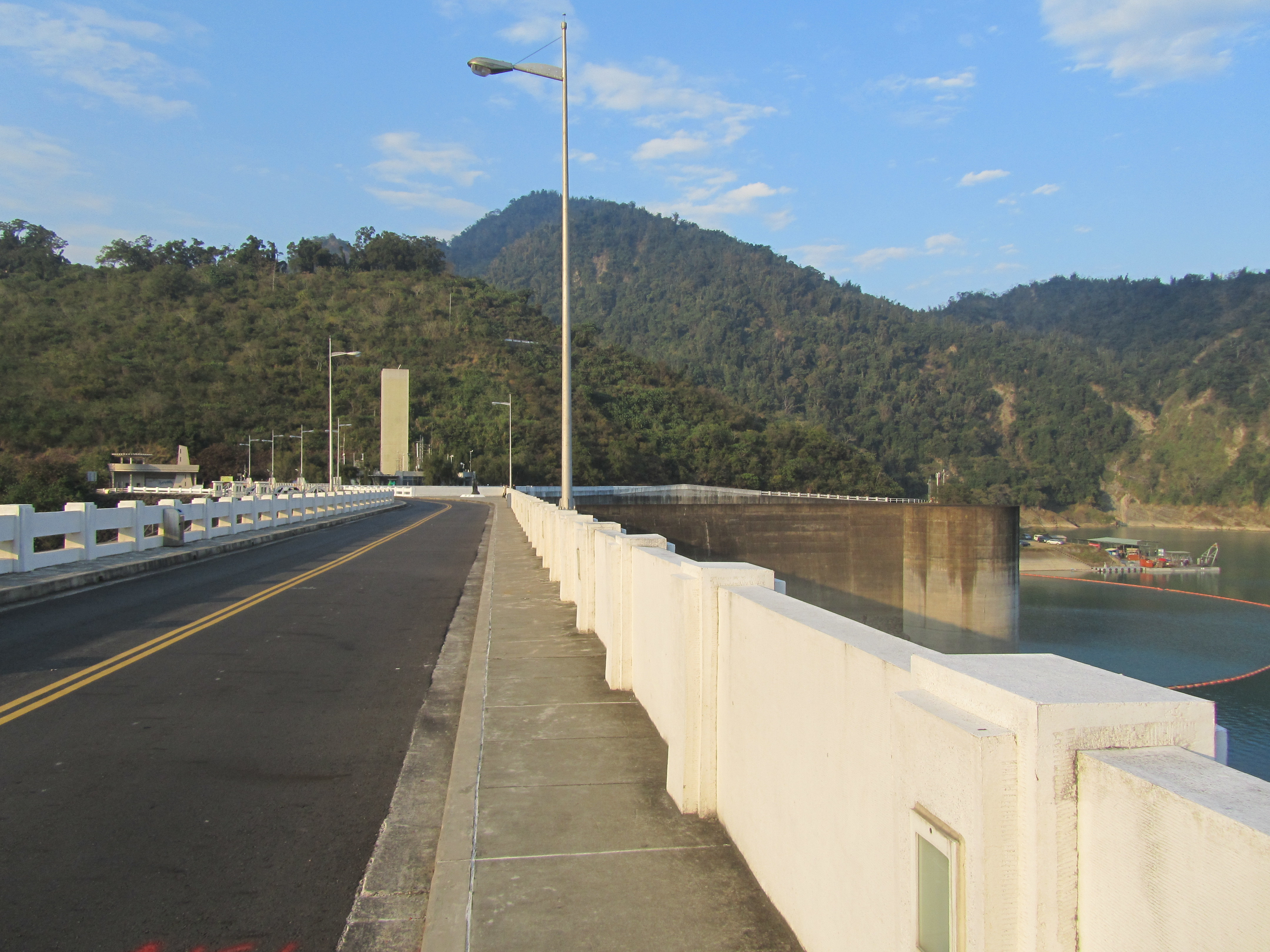
ダム湖上の車道。画面奥はダム記念碑